# Kalkar
Kalkar (pronunciació alemanya:   ˈkalkaːɐ̯ (?·pàg.) és una ciutat i municipi al districte de Cléveris dins l'estat federat de Rin del Nord-Westfàlia, Alemanya. Està situada prop del riu Rin, aproximadament a 10 km al sud-est de Clèveris.
Kalkar va ser el lloc on es va construir el Schneller Brüter, un reactor nuclear de neutrons ràpids que es va completar però mai va entrar en funcionament; el valor de la mala inversió va ascendir a uns 4000 milions de dòlars.

## Persones il·lustres
- Heinrich Douvermann (~1480 — ~1544), escultor
- Jan van Calcar (c. 1499 - 1546), pintor
- Jan Joest (c.1455 - 1519), pintor